# ¡Bye bye, Hong Kong!
¡Bye bye, Hong Kong! es una historieta publicada en 1997 del dibujante de cómics español Francisco Ibáñez perteneciente a la serie Mortadelo y Filemón.

## Trayectoria editorial
Firmada en 1996 y publicada en 1997 en el n.º 70 de Magos del Humor y más tarde en el n.º 140 de la Colección Olé.

## Sinopsis
Hong Kong ha sido colonia Británica desde 1898  ya que fue cedida por China durante 99 años, por lo que ahora, en 1997, los británicos tienen que devolverla. La T.I.A. descubre que un agente de una potencia extranjera planea sabotear las negociaciones, provocando un conflicto entre el Reino Unido y China que significaría la Tercera Guerra Mundial. La CIA, Scotland Yard, la Guardia Civil y demás organizaciones lo buscan, y la T.I.A. también enviará a dos agentes para intentar capturar al agente enemigo: Mortadelo y Filemón.

## Comentarios
Tras el éxito del anterior cameo en El pinchazo telefónico, Francisco Ibáñez vuelve a cruzar a Príncipe Carlos de Inglaterra con Mortadelo. También los otros jefes de las grandes potencias salen en ¡Bye bye, Hong Kong! y también se las tienen con Mortadelo y Filemón: la reina de Inglaterra, Kohl, Clinton... y Aznar.
Hay además una parodia de uno de los chinos más famosos de la cultura popular: Fu Manchú. Mortadelo y Filemón se enfrentan con el personaje de Sax Rohmer, que aquí está acompañado por su sobrino Fu Lano.